# Granat RPG-57
RPG-57 – radziecki granat przeciwpancerny wprowadzony do uzbrojenia w latach 50. XX wieku.
Znajduje się na uzbrojeniu Wojska Polskiego jako granat przeciwpancerny wz. 57. Jest przeznaczony do zwalczania celów posiadających pancerz grubości do 140 mm. Posiada ładunek kumulacyjny umieszczony wewnątrz korpusu.